# Maurandella
Maurandella es un género de plantas de la familia Scrophulariaceae con cuatro especies.

## Especies seleccionadas
- Maurandella antirrhiniflora
- Maurandella hederaefolia
- Maurandella hederifolia
- Maurandella petrophila

- Datos: Q2708686
- Especies: Maurandella